# Alan Hale, Jr.
Alan Hale, Jr (eg. Alan Hale Mackahan), född 8 mars 1921 i Los Angeles i Kalifornien, död 2 januari 1990 i Los Angeles, var en amerikansk skådespelare. Han är mest känd för sin roll som Jonas 'The Skipper' Grumby i TV-serien Gilligan's Island.

## Biografi

### Uppväxt och tidig karriär
Alans föräldrar hette Alan Hale, Sr och Gretchen Hartman, och båda hade framgångsrika karriärer som skådespelare. Alan Hale, Jr medverkade i sina första filmer redan som spädbarn. 
Under Andra världskriget tog Alan värvning i USA:s kustbevakning, och när hans pappa dog år 1950 så slutade Alan att använda Junior i sitt namn.
Under slutet av 1940-talet och början av 1950-talet medverkade han flitigt i The Gene Autry Show på TV, samt i många av Gene Autrys filmer. Han medverkade även i många andra TV-serier under 50-talet, exempelvis Frontier och Casey Jones. Därefter medverkade han i många deckarserier på TV. 

### Gilligan's Island
Trots att han är mest känd för att medverka i komedier, så började han inte förknippas med komedier förrän år 1964 då han spelade en av huvugrollerna i komediserien Gilligan's Island. Efter att Gilligan's Island lagts ner, så blev det svårt för Hale att få nya roller, vilket ledde till att han ofta drabbades av ekonomiska problem under långa perioder. Det var han inte ensam om, då de övriga skådespelarna från serien också hade svårt att få nya roller efter att serien lagts ner. Rollen som The Skipper spelar han även i filmen Rescue from Gilligan's Island och i de tecknade serierna The New Adventures of Gilligan och Gilligan's Planet.

### Senare karriär
År 1968 medverkade han i TV-serien The Good Guys tillsammans med sin vän och kollega Bob Denver (som också medverkade i Gilligan's Island). Han gästspelade även i tre avsnitt av Fantasy Island.
När Hale insåg att hans karriär som skådespelare började nå sitt slut, så bestämde han sig för att börja leta efter ett annat arbete. Han öppnade en restaurang, Alan Hale's Lobster Barrow, i West Hollywood. Han var delägare i restaurangen, och han välkomnade ofta sina gäster utklädd till karaktären Jonas 'The Skipper' Grumby (som han spelade i Gilligan's Island).

### Senare i livet
Hale älskade barn. När han låg döende i cancer, så fick han höra att det låg ett sjukt barn på samma sjukhus som älskade Gilligan's Island. Han besökte pojken och sa "The Skipper is here, son, everything is going to be all right" (Skipper är här, pojke, allting kommer att ordna sig). Hale vägde ganska mycket då han medverkade i Gilligan's Island, och nu hade han tappat många kilon på grund av sin sjukdom. Pojken lade märke till detta och ifrågasatte om han verkligen var Alan Hale. Hale ville inte uppröra pojken genom att berätta sanningen, så därför ljög han ihop att det skulle göras en nyinspelning av Gilligan's Island och att han skulle spela Gilligan i den nya versionen. [källa behövs]

### Död
Alan Hale dog av cancer den 2 januari 1990. Han blev 68 år. Han kremerades och askan spreds till havs. Hale var den andre skådespelaren från Gilligan's Island som dog. Jim Backus dog året innan, och Natalie Schafer dog strax efter Hale. Bob Denver dog år 2005.

## Filmografi (urval)
- 1943 – En dag skall komma (okrediterad)
- 1949 – Det händer varje år
- 1950 – Hämndens timme (okrediterad)
- 1954 – Unga hjärtan
- 1955 – Jakten över havet
- 1957 – Sanningen om Jesse James
- 1962 – Håll ångan oppe!
- 1963 – The Crawling Hand
- 1964–1967 – Gilligan's Island (TV-serie)
- 1968 – Häng dom högt
- 1970 – Det var en gång en skurk...
- 1975 – The Giant Spider Invasion
- 1978 – Rescue from Gilligan's Island
- 1979 – Angels' Brigade
- 1979 – The Castaways on Gilligan's Island
- 1981 – The Harlem Globetrotters on Gilligan's Island
- 1984 – Johnny Dangerously
- 1987 – Back to the Beach